# 柳沢村
柳沢村（やなぎさわむら）は、愛媛県喜多郡にあった村。現在の大洲市中心部の北東、矢落川の流域にあたり、自然豊かな中山間地域。

## 地理
- 山岳：秋葉山、草屋敷、妙見山、感応寺山
- 河川：矢落川

## 歴史
- 1889年（明治22年）12月15日 - 町村制の施行により、柳沢村・藤縄村の区域をもって柳沢村が発足。
- 1909年（明治42年）1月1日 - 田処村と合併し、改めて柳沢村が発足。
- 1954年（昭和29年）9月1日 - 大洲町・平野村・南久米村・菅田村・大川村・新谷村・三善村・粟津村・上須戒村と合併して大洲市が発足。同日柳沢村廃止。

## 経済
農業
『大日本篤農家名鑑』によれば柳沢村の篤農家は、「佐田幸衛」のみである。